# Heinrich Böschen
Heinrich Böschen (* 27. Oktober 1887 in Bremen;  † 20. Jahrhundert) war ein deutscher Gewerkschafter und kommunistischer Politiker.

## Leben
Böschen erlernte den Beruf eines Maurers und trat 1906 in den freigewerkschaftlichen Baugewerksbund und die SPD ein. Im Jahr 1917 wechselte er mit Teilen der Partei zur USPD. Er war Delegierter der USPD für Danzig auf dem Vereinigungsparteitag von KPD und USPD im Jahr 1920.
Böschen lebte danach im Rheinland als Funktionär des DMV. Zwischen 1920 und 1926 war er Mitglied der Leitung der KPD im Unterbezirk Solingen. Er wurde 1921 und 1923 in den Zentralausschuss der Partei auf Reichsebene gewählt. Seit 1926 war er Sekretär der KPD Bezirksleitung Niederrhein für Gewerkschaftsfragen. Im Jahr 1928 wurde er in den preußischen Landtag gewählt.
Im Jahr 1929 wurde er Organisationsleiter des Bezirks Niederrhein der KPD. Er nahm am Parteitag von 1929 als Delegierter teil. Im Jahr 1930 gab er seine Position als Organisationsleiter auf. Stattdessen wurde er 1931 Politischer Leiter des Einheitsverbandes der Bauarbeiter in der RGO.
Zu Beginn der nationalsozialistischen Herrschaft wurde er verhaftet und zu zwei Jahren und neun Monaten Zuchthaus verurteilt. Danach war er in KZ-Haft. Während des Zweiten Weltkrieges wurde er von der Organisation Todt dienstverpflichtet. Bei Kriegsende ist er verschollen. Er wurde 1959 zum 31. Dezember 1945 für tot erklärt.